# Bedarfsgesteuerter Flächenbetrieb
Unter einem bedarfsgesteuerten Flächenbetrieb versteht man verschiedene Dienstleistungen der Personenbeförderung.

## Abgrenzung Ridepooling / Ridesharing / Ridehailing
Die Unterscheidung zwischen Pooling, Sharing und Hailing ist in der Praxis nicht trivial und anhand der Fahrzeuge im Straßenbild nicht möglich. In Deutschland werden nahezu alle Angebote experimentell betrieben (i. d. R. nach der „Experimentierklausel“ § 2 Abs. 7 PBefG). Eine in der Verkehrswirtschaft anerkannte Unterscheidung orientiert sich an der gewerblichen Nutzung und an der Organisationsform (siehe Tabelle). Eine Konvention gibt es allerdings nicht. So bezeichnet sich beispielsweise MOIA selbst als „Ridesharing-Service“, während es sich nach verkehrswirtschaftlicher Definition um Ridepooling handelt, da das Angebot kommerziell ist und durch die Genehmigungsbehörden in Hamburg bzw. Hannover nach § 2 Abs. 7 PBefG konzessioniert wurde.
|                           | Ridepooling (engl. to pool = „bündeln“)  | Ridehailing (engl. to hail = „herbeirufen“) | Ridesharing (engl. to share = „teilen“) |
| gewerblich                | ja                                       | ja                                          | nein                                    |
| Organisation              | Aufgabenträger, Kommunen, private Firmen | private Firmen                              | Einzelpersonen                          |
| In Deutschland zugelassen | ja                                       | nein                                        | ja                                      |
| Beispiel                  | MOIA, Angebote                           | UberPOP                                     | Bessermitfahren.de                      |

Quelle für Tabelle (seither überarbeitet):
Verwandt ist das Konzept der Mitfahrdienste (auch Dynamic Ridesharing genannt) bei dem Personen ihre Beförderungswünsche und -angebote bündeln. Im Gegensatz dazu sind im beim Ridepooling jedoch Berufskraftfahrer beschäftigt.
Die drei in der Tabelle genannten Formen sind zudem vom Carsharing zu unterscheiden. Dabei teilen sich mehrere Benutzer ein Auto (engl. to share), mit dem sie selbst fahren. Für den Unterhalt kommen sie gemeinsam auf, wobei das Carsharing auch durch Unternehmen mit eigener Flotte angeboten wird.

## Umweltwirkungen
Die Anbieter werben damit, den Straßenverkehr effizienter und umweltfreundlicher abzuwickeln als der private Pkw-Verkehr. Dies soll durch das Pooling geschehen, also die Bündelung mehrerer Fahrten. Man nimmt an, dass durch das Pooling Fahrzeuge besser ausgelastet werden, sodass sie weniger CO2-Emissionen und Schadstoffbelastung pro Personenkilometer verursachen. Hinzu kommen allerdings die Leerfahrten, um Fahrgäste abzuholen.
Ob das Pooling allerdings tatsächlich die versprochene Entlastung bringt, ist umstritten. Während die Anbieter in Deutschland noch im Testbetrieb sind, gibt es bereits Erkenntnisse aus den USA: In den großen US-Metropolen haben neue Angebotsformen nicht zu einer Senkung, sondern zu einer Steigerung der Fahrleistung im Straßenverkehr geführt. Hinzu kommt, dass die Angebote in der Regel in den nachfragestarken verdichteten Räumen betrieben werden – also dort, wo bereits eine gute Erschließung durch den Öffentlichen Nahverkehr vorhanden ist. Dementsprechend besteht das Risiko, dass Fahrten aus dem Umweltverbund (ÖPNV, Fahrrad, Fußverkehr) kannibalisiert werden, anstatt den privaten Pkw-Verkehr zu ersetzen.
Zukünftige Entwicklungen zielen auf den Einsatz autonom fahrender Fahrzeuge, die keinen menschlichen Fahrer mehr benötigen. Neben dem autonomen Fahren wird auch CO2-freies Fahren vielfach als Zukunfts-Vision angesehen. Entsprechend betreiben die meisten Anbieter ihre Fahrzeuge noch konventionell mit Verbrennungsmotoren.